# Намуа
Намуа — невеликий безлюдний острів біля східного узбережжя острова Уполу в Самоа. Це один із чотирьох невеликих островів у групі островів Алейпати.
Острів розташований за 10 хвилин їзди на човні від острова Уполу, і тут розташовані номери для відвідувачів на пляжі.  Є кілька мальовничих оглядових майданчиків, а прогулянка навколо острова займає близько години.

## Дивіться також
- Острови Самоа
- Список островів
- Пустельний острів